# Acianthera bibarbellata
Acianthera bibarbellata é  uma espécie de orquídea (Orchidaceae) supostamente do Brasil.

## Publicação e sinônimos
- Acianthera bibarbellata (Kraenzl.) F.Barros & L.R.S.Guim., Neodiversity 5: 27 (2010).

Sinônimos homotípicos:
- Pleurothallis bibarbellata Kraenzl., Orchis 2: 89 (1908).